# Susan Cowsill
Susan Claire Cowsill (Canton, 20 de maio de 1959) é uma cantora e compositora estadunidense.

## The Cowsills
Susan começou sua carreira musical com os Cowsills em 1967; ela é o membro mais novo do grupo, e a única filha dos pais Bud e Barbara Cowsill. Ela fez sua estréia em We Can Fly, segundo os álbum dos Cowsills gravado pela MGM Records, lançado no início de 1968. Sua estréia solo no vocal foi uma música chamada Ask the Children, apresentado no terceiro álbum da Cowsills  da MGM, Captain Sad And His Ship Of Fools. Sua contribuição para os backing vocals de Cowsills fez dela, em seu nono aniversário, a pessoa mais jovem a estar diretamente envolvida em um álbum de dez sucessos quando Indian Lake fez o Top 10 no início do verão de 1968.
Em 1969, ela contribuiu para os vocais no que se tornaria o maior sucesso dos Cowsills, Hair. Ela ficou conhecida por sua performance  com um tom de voz estridente que ela ainda usa quando toca a música ao vivo.
Susan foi inicialmente relegada a tocar o pandeiro, mas quando ela deixou o grupo em 1971 (logo após o lançamento do álbum "On My Side", da London Records), ela aprendeu a tocar outros instrumentos; em um episódio do programa Barbara McNair Show, ela foi vista tocando baixo.
Em 1978, ela se reuniu com os Cowsills (sem Bill e Barbara) para trabalhar em um álbum de novas músicas. O álbum, provisoriamente intitulado Cocaine Drain, foi produzido por Chuck Plotkin, mas foi lançado somente em 2008. Ela novamente se reuniu com os irmãos Bob, Paul e John como os Cowsills na década de 1990, para trabalhar em outro álbum de músicas originais. O álbum, Global, foi lançado em 1998.
Ela e seus irmãos Bob e Paul apareceram como Cowsills como parte da turnê Happy Together de 2016, realizando 58 shows.

## Carreira solo

### Música
Ela assinou brevemente com a Warner Bros. Records, em 1976, lançando dois singles, incluindo o revival da canção de 1971 Sixto Rodriguez "I Think of You". Começando no início dos anos 80, trabalhou como backing vocal de vários artistas, incluindo Dwight Twilley, Smithereens, Carlene Carter, Mike Zito e Hootie & the Blowfish. Durante esse tempo, suas habilidades de composição floresceram e várias de suas canções foram gravadas por outros artistas.
No início dos anos 1990, Cowsill desenvolveu uma afinidade com a música estilo Americana, que em 1991 a levou a ingressar na Continental Drifters, aprimorando ainda mais seus talentos de composição. Ela ocasionalmente aparecia em um dueto com a companheira de banda Vicki Peterson, chamando a si mesma de Psicose Sisters. Peterson subseqüentemente se casou com John Cowsill, atualmente com a versão de turnê dos Beach Boys). Cowsill mudou-se definitivamente para Nova Orleães, Louisiana, em 1993.
Em 2004, no rastro de uma rara nevasca de natal em Nova Orleans, Cowsill escreveu e gravou Crescent City Sneaux, contrastando a paz daquela nevasca com o desastre do furacão Katrina foi descrito como um "hino" para sobreviventes do furacão.
Ela também fez aparições em outros álbuns, incluindo Hootie and the Blowfish, de 2003, álbum de Paul Sanchez, Exit to Mystery Street, lançamento de 1992 da Giant Sand Glum, e A Fragile Tomorrow's Beautiful Noise (2008), Tripping Over Nothing (2010) e Be Be Be Be Careful (2013).
Em 2005, Cowsill lançou seu primeiro álbum solo, Just Believe It, em sua própria gravadora indie Blue Corn.
As apresentações de "Covered In Vinyl", da Susan Cowsill Band, apresentam álbuns de rock clássicos tocados ao vivo na íntegra. Dois álbuns foram compilados a partir destes shows: Live at Carrollton Station: Covered In Vinyl Series Vol. 1, lançado em 2007, e vol. 2 em 2009. Uma parte dos lucros das vendas de CD beneficiaram instituições de caridade de Nova Orleans. Dois álbuns digitais de performances subsequentes, CIV: Duets e CIV: Neil Diamond (gravado em 2010) foram disponibilizados em 2012. A banda da CIV incluiu o virtuoso guitarrista de Nova Orleans Jimmy Robinson (Woodenhead, Twangorama), Pete Winkler (Autoestrada), Caleb Guillotte (o Olho Morto), Derek Huston, Paul Sanchez e muitos outros.
O segundo álbum solo de Cowsill, Lighthouse, foi lançado em 2010 com o apoio da organização de músicos de New Orleans, Threadheads. É um álbum conceitual em que ela reflete sobre suas perdas, principalmente através do furacão Katrina e da morte dos irmãos Barry e Bill. O álbum apresenta harmonias de seus irmãos sobreviventes (Bob, Paul e John), bem como aparições de Jackson Browne e Vicki Peterson, e foi lançado em 18 de maio de 2010.
Em 2012, Cowsill, Freedy Johnston e Jon Dee Graham, trabalhando juntos como Hobart Brothers e Lil 'Sis Hobart, lançaram um álbum colaborativo intitulado " Pelo Menos Nós Temos um ao Outro". Em agosto de 2014, depois de tocar juntos por mais de 20 anos, Cowsill e Peterson lançaram seu primeiro álbum como Psycho Sisters, intitulado Up on the Chair, Beatrice.

### Televisão
Cowsill fez inúmeras aparições com sua família em muitos shows de variedades nos anos 60 e início dos anos 70, incluindo uma aparição solo no The Dean Martin Show.     Ela e sua banda se apresentaram no drama da HBO Treme (2011, segunda temporada, episódio 8 intitulado "Can I Change My Mind"), ambientado em Nova Orleans pós-Katrina.

## Vida pessoal
Sua casa e pertences (incluindo uma quantidade considerável de memorabilia de Cowsills) foram destruídos pelo furacão Katrina. Seu irmão Barry ficou para trás e se tornou uma das vítimas do furacão; seu corpo foi encontrado pouco depois do natal de 2005. No dia anterior ao funeral de Barry, ela descobriu que seu irmão mais velho, Bill, havia sucumbido à doença em Calgary. Ela prestou homenagem a Barry em seu último CD com sua versão de sua música "River of Love". Apesar de suas perdas, ela permanece residente em Nova Orleans e ainda se apresenta regularmente com sua banda na Carrollton Station.
Ela se casou com seu colega e baterista Russ Broussard em julho de 2003. Ela tem uma filha, Miranda Holsapple, do seu casamento com o músico Peter Holsapple .